# Moses Schnirer

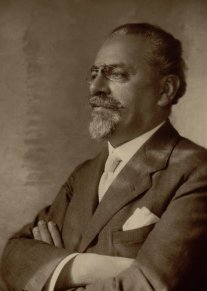
Moritz Tobias Schnirer 1926

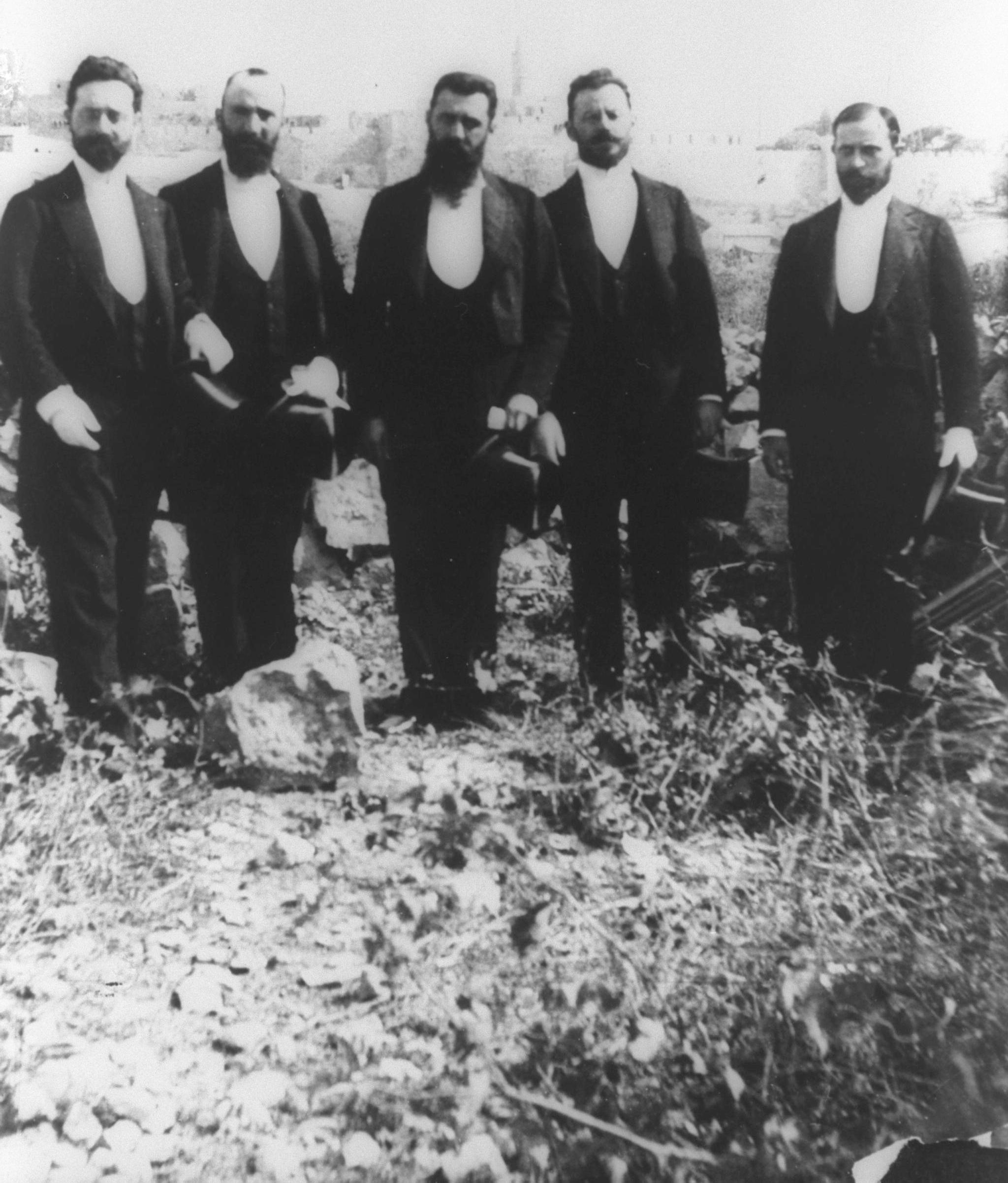
Moses Schnirer (2. von rechts). Abgebildet ist die Delegation der Zionisten, die am 2. November 1898 nach Palästina gekommen war, um mit Kaiser Wilhelm II. zusammenzutreffen. Von links nach rechts: Bodenheimer, Wolffsohn, Herzl, Moses Schnirer, Joseph Seidener.

Moses Schnirer (auch Moritz Tobias Schnirer, vereinzelt auch Tobias Moritz Schnirer; * 23. September 1860 in Bukarest; † 15. März 1941 in Wien) war ein österreichischer Arzt und (vor Theodor Herzl) Zionist. 

## Leben
Moses Schnirer lebte ab 1880 in Wien und praktizierte dort als Arzt.
Schnirer war Mitbegründer der jüdischen Studentenverbindung Kadimah und der Wiener „Zions“-Gesellschaft (ab 1893 Obmann des Verbandes Zion der österreichischen Kolonisationsvereine). 1889–1893 war er Präsident des Wiener Palästina-Kolonisationsvereins Admath Jeschurun. Seit dem ersten Zionistenkongress (Basel 1897) gehörte er als Vizepräsident zum „Engeren Actionskomitee“ und wurde während des ersten Kongresses in die Kommission für praktische Kolonisation gewählt (mit Willy Bambus, Armand Kaminka, Alexander Mintz und Schlomo Ben Zion Rubenstein).
Moses Schnirer nahm 1898 an Herzls Palästinareise zu Kaiser Wilhelm II. teil. 1905 war er im österreichisch-zionistischen Landeskomitee; 1905 und 1906 intensive Teilnahme an den Autonomiebestrebungen der österreichischen Zionisten, dann wurde er bald von den nachrückenden jüngeren Zionisten verdrängt.
1941 beging Moses Schnirer zusammen mit seiner Frau Suizid.